# Campeonato Europeo de Rugby League División C 2015
El Campeonato Europeo de Rugby League División C de 2015 fue la octava edición del torneo de tercera división europeo de Rugby League.

## Equipos
- España
- Grecia
- Malta

## Posiciones
| Equipo | Encuentros | Encuentros | Encuentros | Encuentros | Tantos  | Tantos    | Tantos     | Puntos |
| Equipo | jugados    | ganados    | empatados  | perdidos   | a favor | en contra | diferencia | Puntos |
| ------ | ---------- | ---------- | ---------- | ---------- | ------- | --------- | ---------- | ------ |
| España | 2          | 2          | 0          | 0          | 116     | 34        | 82         | 4      |
| Malta  | 2          | 1          | 0          | 1          | 60      | 40        | 20         | 2      |
| Grecia | 2          | 0          | 0          | 2          | 4       | 106       | -102       | 0      |

### Partidos
| 26 de septiembre | España | 40 - 30 | Malta |  |  |

| 10 de octubre | Malta | 30 - 0 | Grecia |  |  |

| 17 de octubre | Grecia | 4 - 76 | España |  |  |

| Bandera de España |
| Campeón España    |
| Primer título     |